# Junge Presse Nordrhein-Westfalen
Die Junge Presse Nordrhein-Westfalen e. V. (JP) (Eigenschreibweise: Junge Presse e. V.) ist ein selbstorganisierter, ehrenamtlicher Jugendmedien-Verband in Deutschland. Der Verein mit Sitz in Essen bietet Seminare, Beratung sowie den bundesweit einheitlichen Jugend-Presseausweis an. Mitglied können junge Medienmacher zwischen 12 und 27 Jahren werden, auch wenn sie nicht aus Nordrhein-Westfalen (NRW) stammen. Die JP ist Mitglied im bundesweiten Dachverband Jugendmedienzentrum Deutschland e. V. (jmz) sowie seit 2023 als „Observer Member Organisations“ Teil der European Youth Press.

## Aktivitäten
Die Junge Presse veranstaltet jährlich bundesweit 40 bis 50 Seminare und Veranstaltungen. In ihren Seminaren vermittelt die Junge Presse journalistische Kenntnisse an Nachwuchsredakteure. Es werden Schülerzeitungsseminare veranstaltet, die über die grundlegenden Fragen wie Finanzierung, Organisation und rechtliche Fragen zur Gründung einer Schülerzeitung informieren. Andere Themen sind Seminare zu Rhetorik, kreativem Schreiben und Bewerbungstrainings.

### Umweltjournalismus
2023 rief die Junge Presse das Projekt Dein Engagement. Deine Chance. Nachwuchsjournalismus für die Umwelt mit finanzieller Unterstützung des Umweltbundesamtes sowie des Bundesministerium für Umwelt, Naturschutz, nukleare Sicherheit und Verbraucherschutz ins Leben. Das Projekt verbindet die Stärkung der öffentlichen Wahrnehmung von Umwelt- und Naturschutzthemen mit journalistischer Ausbildung sowie Themen wie Medienkompetenz, Erkennen von Desinformation und Fake News.

### Youthmag
2017 gründete die Junge Presse die Plattform youthmag.de. Nach dem Peer-to-Peer-Prinzip lehren hier junge Medienschaffende andere junge Medieninteressierte. Die Plattform dient dem Sammeln praktischer, journalistischer Erfahrungen und Referenzen. Die Kernredaktion gibt hier Feedback, sodass sich die angehenden Journalistinnen und Journalisten weiterentwickeln können. Ebenso werden Anlass-, Projekt- oder Eventbezogen auch Printpublikationen unter dem Titel „youthmag“ veröffentlicht.

### JugendMedienEvent
Jährlich veranstaltet die Junge Presse das JugendMedienEvent, ihre größte Veranstaltung. Vier Tage lang erhalten bis zu 500 Jugendliche die Möglichkeit, journalistische Berufe kennenzulernen, zu aktuellen Themen zu diskutieren und praxisorientierte Workshops für den Einstieg in die Medienbranche zu besuchen.

### Deutscher Schülerzeitungspreis
Die Junge Presse ist Ausrichter des Deutschen Schülerzeitungspreises. Bei dem Wettbewerb werden die besten von Schülern herausgegebenen Zeitungen aus ganz Deutschland ausgezeichnet, die an einer weiterführenden Schule erscheinen. Neben dem allgemeinen Wettbewerb gibt es Sonderpreise in verschiedenen Kategorien.

#### 2006
Am Deutschen Schülerzeitungswettbewerb 2006 nahmen mehr als 620 Redaktionen teil. Schirmherr war RTL-Chefredakteur Peter Kloeppel, die Preisverleihung fand im historischen Rathaus der Stadt Köln statt.
Preisträger:
- 1. Platz: Durchblick vom Gymnasium Lindlar
- 2. Platz: Luitbold vom Luitbold Gymnasium, München
- 3. Platz: SBZ vom Städtischen Gymnasium Selm
- Sonderpreis Red-Bull-Air-Race: Felix Suppliet
- Sonderpreis Wir sind Europa – Jugendliche überwinden Grenzen: Eva-Maria Senftleben

#### 2012
Aus rund 700 Bewerbern wurden ausgezeichnet:
Preisträger:
- 1. Platz: Zündstoff vom Heinrich-Heine-Gymnasium in Ostfildern
- 2. Platz: zensiert vom Gymnasium Donauwörth
- 3. Platz: ZOOM vom Landschulheim Kempfenhausen
- Sonderkategorie Online: Lemon vom Landfermann-Gymnasium, Duisburg
- Sonderkategorie Layout: Der SPARGEL vom Erich-Kästner-Gymnasium, Laatzen
- Sonderkategorie Titelbild: Herbert vom Hölderlin Gymnasium, Lauffen am Neckar

Zur vierköpfigen Jury gehörten Joachim Frank, Chefkorrespondent der Frankfurter Rundschau, Isolde Fugunt, Studienleiterin beim Institut zur Förderung publizistischen Nachwuchses, Hans-Martin Tillack, Redakteur bei stern.de sowie Leo Fischer, Chefredakteur der Titanic.

#### 2014
Im Jahr 2014 wurde der Deutsche Schülerzeitungspreis wieder ausgeschrieben.

#### 2016
Preisträger:
- 1. Platz: Blickkontakt vom Von-Müller-Gymnasium, Regensburg
- 2. Platz: Tempus vom Carl-Benz-Gymnasium Ladenburg
- 3. Platz: derklecks vom St. Matthias-Gymnasium, Gerolstein
- Sonderkategorie Crossmedia: laurentinews vom Laurentius-Siemer-Gymnasium, Saterland
- Sonderkategorie Schule, Ausbildung und Beruf: SUSpekt vom St. Ursula-Gymnasium, Düsseldorf

Zur fünfköpfigen Jury gehörten Rudolf Porsch, stellvertretender Direktor der Axel-Springer-Akadiemie, Joachim Frank, Chefkorrespondent der Frankfurter Rundschau, Christian Focken, Chefredakteur von blicksta, Anette Milz, Chefredakteurin des Medium Magazins und Philipp Seeberger, Vorstandsmitglied der Jungen Presse.

## Geschichte
Der Verein wurde 1951 unter dem Namen JP NRW gegründet. Am 16. Februar 1975 ging er in die Junge Presse Nordrhein-Westfalen e. V. (JPNW) über. Vereinssitz war Wuppertal.
Vier Jahre später wurden zwei weitere Medienverbände in Nordrhein-Westfalen gegründet: Am 11. August 1979 die Freie Jugendpresse Nordrhein-Westfalen e. V. (FJPNW) und am 21. November die Arbeitsgemeinschaft Junge Presse Nordrhein-Westfalen e. V. (AGJPNW). Die Vereine arbeiteten zum Teil miteinander, oft konkurrierten sie. Am 22. Januar 1994 wurde die Freie Jugendpresse Nordrhein-Westfalen e. V. (FJPNW) wieder aufgelöst.
Am 5. Oktober 1998 fusionierte die Junge Presse Nordrhein-Westfalen e. V. mit der Arbeitsgemeinschaft Junge Presse Nordrhein-Westfalen e. V. (AGJPNW) zur heutigen Jungen Presse Nordrhein-Westfalen e. V. (JPNW). Sitz des Vereins ist Essen.

## Belege
1. ↑  Team | Junge Presse e. V. Abgerufen am 21. November 2023.
2. ↑  European Youth Press.
3. ↑  Dein Engagement. Deine Chance. Nachwuchsjournalismus für die Umwelt
4. ↑  youthmag.de
5. ↑  Rückblick auf den Deutschen Schülerzeitungspreis 2012. schuelerzeitungspreis.de. Abgerufen am 27. Oktober 2013.
6. 1 2  Rückblick. In: Deutscher Schülerzeitungspreis. Abgerufen am 13. Dezember 2020.